# Prověřování
Prověřování je v trestním právu úvodní fáze rozšířeného přípravného řízení. Začíná sepsáním záznamu o zahájení úkonů trestního řízení. Policejní orgán prověřuje informace obsažené v trestním oznámení, případně vyvíjí vlastní činnost k zjištění skutku a pachatele. Končí odevzdáním věci jinému orgánu, typicky do přestupkového či kárného řízení. Případně odložením věci či dočasným odložením trestního stíhání. Další možností je posunutí přípravného řízení usnesením o zahájení trestního stíhání do druhé fáze – vyšetřování.